# Mangold Károly
Mangold Károly (Pozsonyszentgyörgy, 1824. január 4. – Pozsony, 1869. május 18.) ügyvéd, polgármester, országgyűlési képviselő, Mangold Lajos édesapja.

## Életútja
Bernből bevándorolt svájci polgár fia. A gimnáziumot szülővárosában, a jogot Pozsonyban végezte, és az ügyvédi oklevelet Pesten szerezte meg. Nyomban rá szülővárosa megválasztotta polgármesterré. Ebben az állásban a szabadságharc alatt a magyar kormánnyal tartott, és a honvédeknek segédkezett, amiért azután a császáriak elfogták, és a haditörvényszék 1849-ben több évi fogságra ítélte, az ügyvédi gyakorlattól pedig eltiltotta.
Apósa, Maksziányi császári tanácsos közbenjárására szabadon bocsátották, de ügyvédi irodát nem nyithatott, amiért is Vizy ügyvédi irodájában írnokoskodott. Végül teljes kegyelmet kapott, és rövid idő alatt Pozsony első ügyvédei közé küzdötte fel magát, ahol azután a város és környékbeli főnemesi családok ügyvéde és bizalmi férfia lett. 1861-ben a bazini kerületben országgyűlési képviselőnek választották Deák-párti program alapján; később pedig a pozsonyi Deák-pártnak vezéreként szerepelt. Nagy érdemeket szerzett Pozsony város felvirágozása körül, és sokat áldozott kulturalis célokra; lelkes barátja volt a színháznak és művészetnek.
A bécsi Wanderer és a Debatte politikai lapokba az 1860-as években írt cikkeket a kiegyezés és a dualizmus érdekében; munkatársa volt a Pressburger Zeitungnak is.